# Jakob Fellman
Jakob Fellman (født 25. marts 1795 i Rovaniemi, død 8. marts 1875 i Lappajärvi) var en finsk præst og videnskabelig forsker. 
Fellman levede hele sin præstetid i det nordligste Finland. Han lærte der det samiske sprog og skrev på det religiøse bøger. Han studerede de økonomiske og naturvidenskabelige forhold i Lapland, gav oplysning derom til finske og russiske videnskabsmænd samt skrev selv om disse ting. Fellman samlede en mængde stof til belysning af Laplands historie og oldtidsreligion, udgivet 1906 af sønnen, præsident i Vasa hovrätt, Isak Fellman, i 4 bind: Anteckningar under min Vistelse i Lappmarken af Jakob Fellman.